# Letiště Žukovskij
Letiště Žukovskij (IATA: ZIA, ICAO: UUBW), dříve známé jako letiště Ramenskoje (rusky Аэропорт Раменское, Аэропорт Жуковский), je jedno ze čtyř mezinárodních letišť, která obsluhují Moskvu. Leží v moskevské oblasti v Rusku 36 km jihovýchodně od centra Moskvy ve městě Žukovskij několik kilometrů jihovýchodně od staršího letiště Bykovo.
Po rekonstrukci, která probíhala v letech 2014–2016, bylo mezinárodní letiště Žukovskij oficiálně otevřeno 30. května 2016. Deklarovaná kapacita nového letiště činí 4 miliony cestujících ročně.
Letišti bylo v roce 1941 přidruženo nově založenému Výzkumnému leteckému ústavu a sloužilo jako sovětské hlavní zkušební letiště, přičemž většina ruských konstrukčních kanceláří zde měla zařízení. Bylo používáno i jako zkušební místo pro sovětský raketoplán Buran. Také bylo využíváno ruským ministerstvem pro mimořádné situace a nákladními společnostmi.